# Барятинский, Роман Никитич
Роман Никитич Барятинский — князь, воевода во времена правления Михаила Фёдоровича и Алексея Михайловича.
Сын князя и воеводы Никиты Михайловича.

## Биография
Пожалован из жильцов в стольники (12 июля 1635). На службе в Ливнах, Белгороде и Мценске (1646). Воевода на Олешне (1648 и 1650). Сопровождал Государя к Троице (21 сентября 1651), в Звенигород в Саввинский монастырь (25 января 1652). Участвовал в Рижском походе в Царском полку (1656-1657). При приёме грузинского царевича Николая Давыдовича, ставил еду перед ним (18 мая 1660). Послан к князю Юрию Алексеевичу Долгорукову с грамотами об отпуске служилых людей по домам (1660), к нему же с милостивым царским словом и с золотыми (январь 1661). Воевода в Торопце (1663-1667). Воевода в Севске (1668-1669), а потом завоеводчик в полку Петра Ивановича Хованского.
Имел оклад: 450 четвертей и 19 рублей. Получил придачи: 100 четвертей и 5 рублей за Белгородскую службу, 150 четвертей и 12 рублей за Литовский поход 1654-1656 годов, 100 четвертей и 12 рублей за объявление наследника престола (1668), 80 четвертей и 8 рублей за Севскую службу. Имел в Москве свой двор, в Столечниках на Петровке (1669). По родословной росписи показан бездетным.